# Dampierre-et-Flée
Dampierre-et-Fley redirige ici.
Dampierre-et-Flée, orthographiée  localement Dampierre-et-Fley, est une commune française située dans le département de la Côte-d'Or, en région Bourgogne-Franche-Comté.

## Géographie

### Climat
Pour des articles plus généraux, voir Climat de la Bourgogne-Franche-Comté et Climat de la Côte-d'Or.
En 2010, le climat de la commune est de type climat des marges montargnardes, selon une étude du Centre national de la recherche scientifique s'appuyant sur une série de données couvrant la période 1971-2000. En 2020, Météo-France publie une typologie des climats de la France métropolitaine dans laquelle la commune est exposée à un climat océanique altéré et est dans la région climatique  Lorraine, plateau de Langres, Morvan, caractérisée par un hiver rude (1,5 °C), des vents modérés et des brouillards fréquents en automne et hiver. 
Pour la période 1971-2000, la température annuelle moyenne est de 10,5 °C, avec une amplitude thermique annuelle de 17,6 °C. Le cumul annuel moyen de précipitations est de 864 mm, avec 12,1 jours de précipitations en janvier et 8,2 jours en juillet. Pour la période 1991-2020, la température moyenne annuelle observée sur la station météorologique de Météo-France la plus proche, « Poyans », sur la commune de Poyans à 8 km à vol d'oiseau, est de 11,1 °C et le cumul annuel moyen de précipitations est de 911,8 mm,. Pour l'avenir, les paramètres climatiques de la commune estimés pour 2050 selon différents scénarios d'émission de gaz à effet de serre sont consultables sur un site dédié publié par Météo-France en novembre 2022.

## Urbanisme

### Typologie
Au 1er janvier 2024, Dampierre-et-Flée est catégorisée commune rurale à habitat dispersé, selon la nouvelle grille communale de densité à 7 niveaux définie par l'Insee en 2022.
Elle est située hors unité urbaine. Par ailleurs la commune fait partie de l'aire d'attraction de Dijon, dont elle est une commune de la couronne,. Cette aire, qui regroupe 333 communes, est catégorisée dans les aires de 200 000 à moins de 700 000 habitants,.

### Occupation des sols
L'occupation des sols de la commune, telle qu'elle ressort de la base de données européenne d’occupation biophysique des sols Corine Land Cover (CLC), est marquée par l'importance des territoires agricoles (73,1 % en 2018), une proportion sensiblement équivalente à celle de 1990 (73,5 %). La répartition détaillée en 2018 est la suivante : terres arables (61,4 %), forêts (22,7 %), prairies (11,6 %), eaux continentales (2,2 %), zones urbanisées (2,1 %). L'évolution de l’occupation des sols de la commune et de ses infrastructures peut être observée sur les différentes représentations cartographiques du territoire : la carte de Cassini (XVIIIe siècle), la carte d'état-major (1820-1866) et les cartes ou photos aériennes de l'IGN pour la période actuelle (1950 à aujourd'hui).

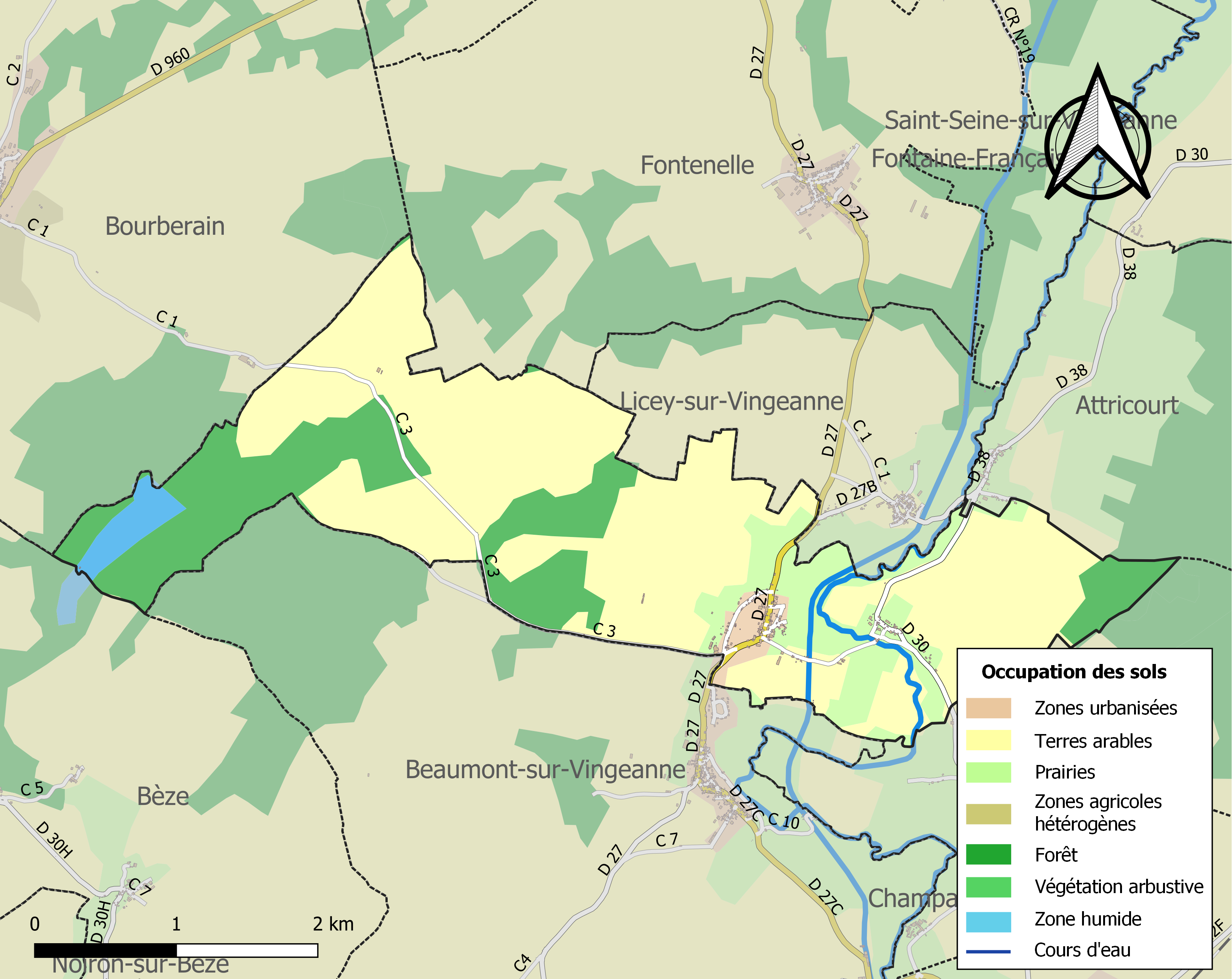
Carte des infrastructures et de l'occupation des sols de la commune en 2018 (CLC).

## Histoire
Son église sous le vocable de Saint-Pierre, était le siège d'une cure du diocèse de Dijon, doyenné de Bèze. En 1789, Dampierre-sur-Vingeanne, dépendait du bailliage et recette de Dijon.
Cette commune est née le 1er janvier 1801 de la fusion entre les communes de Dampierre-sur-Vingeanne et Fley. Sur la voie protohistorique la plus ancienne de Langres aux Alpes, se situe entre Vaux-sous-Aubigny et Mirebeau, le village de Dampierre-et-Fley où l'on découvre sur les photos aériennes de 1976, au milieu des habitats le long de la voie, un fanum avec pronaos.

### Historique du toponyme
- 1134 Domna Petra (Bèze, H 141)
- 1220 Dampetra (B 10471)
- 1375 Dompierre soubz Vigenne (B 11570)
- 1431 Domperre (B 11584)
- 1528 Dampierre sur Vigene (B 10606)
- 1783 Dampierre-sur-Vingeanne (Nouv.état gén.f°91v°)[13].

## Politique et administration
| Période                                  | Période  | Identité       | Étiquette | Qualité |
| ---------------------------------------- | -------- | -------------- | --------- | ------- |
| mars 2001                                | en cours | Roland Chapuis | DVG       |         |
| Les données manquantes sont à compléter. |          |                |           |         |

## Démographie
L'évolution du nombre d'habitants est connue à travers les recensements de la population effectués dans la commune depuis 1793. Pour les communes de moins de 10 000 habitants, une enquête de recensement portant sur toute la population est réalisée tous les cinq ans, les populations de référence des années intermédiaires étant quant à elles estimées par interpolation ou extrapolation. Pour la commune, le premier recensement exhaustif entrant dans le cadre du nouveau dispositif a été réalisé en 2007.

En 2022, la commune comptait 136 habitants, en évolution de −2,86 % par rapport à 2016 (Côte-d'Or : +0,82 %, France hors Mayotte : +2,11 %).
| 1793 | 1800 | 1806 | 1821 | 1831 | 1836 | 1841 | 1846 | 1851 |
| ---- | ---- | ---- | ---- | ---- | ---- | ---- | ---- | ---- |
| 317  | 214  | 196  | 199  | 223  | 251  | 230  | 238  | 262  |

| 1856 | 1861 | 1866 | 1872 | 1876 | 1881 | 1886 | 1891 | 1896 |
| ---- | ---- | ---- | ---- | ---- | ---- | ---- | ---- | ---- |
| 251  | 238  | 221  | 201  | 210  | 267  | 227  | 202  | 204  |

| 1901 | 1906 | 1911 | 1921 | 1926 | 1931 | 1936 | 1946 | 1954 |
| ---- | ---- | ---- | ---- | ---- | ---- | ---- | ---- | ---- |
| 167  | 185  | 164  | 149  | 153  | 147  | 152  | 139  | 145  |

| 1962 | 1968 | 1975 | 1982 | 1990 | 1999 | 2006 | 2007 | 2012 |
| ---- | ---- | ---- | ---- | ---- | ---- | ---- | ---- | ---- |
| 113  | 107  | 85   | 94   | 110  | 102  | 108  | 109  | 142  |

| 2017 | 2022 | - | - | - | - | - | - | - |
| ---- | ---- | - | - | - | - | - | - | - |
| 135  | 136  | - | - | - | - | - | - | - |

## Culture locale et patrimoine

### Lieux et monuments
- Église Saint-Pierre de Dampierre-et-Flée.
- Monument aux morts.

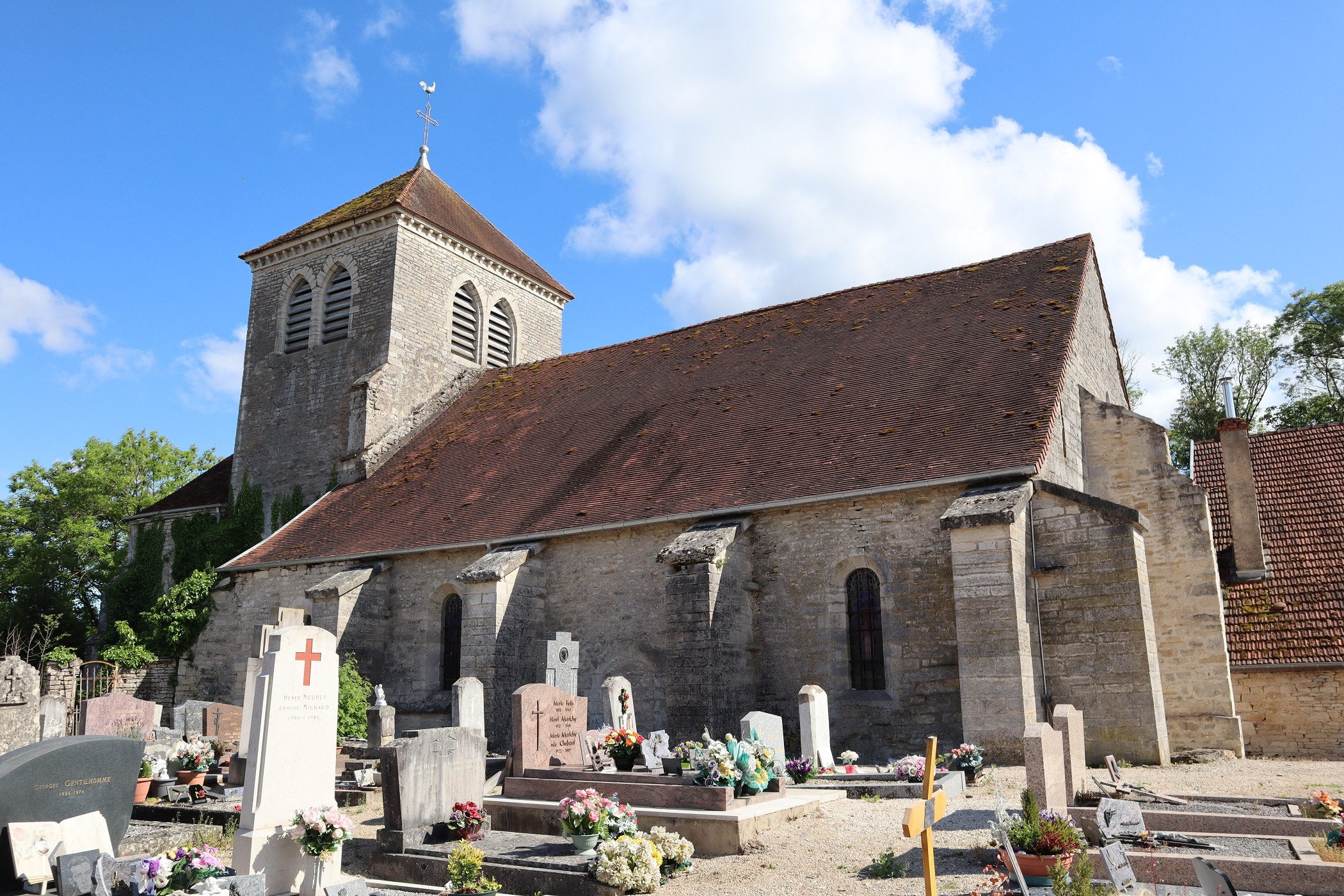
L'église paroissiale Saint-Pierre.
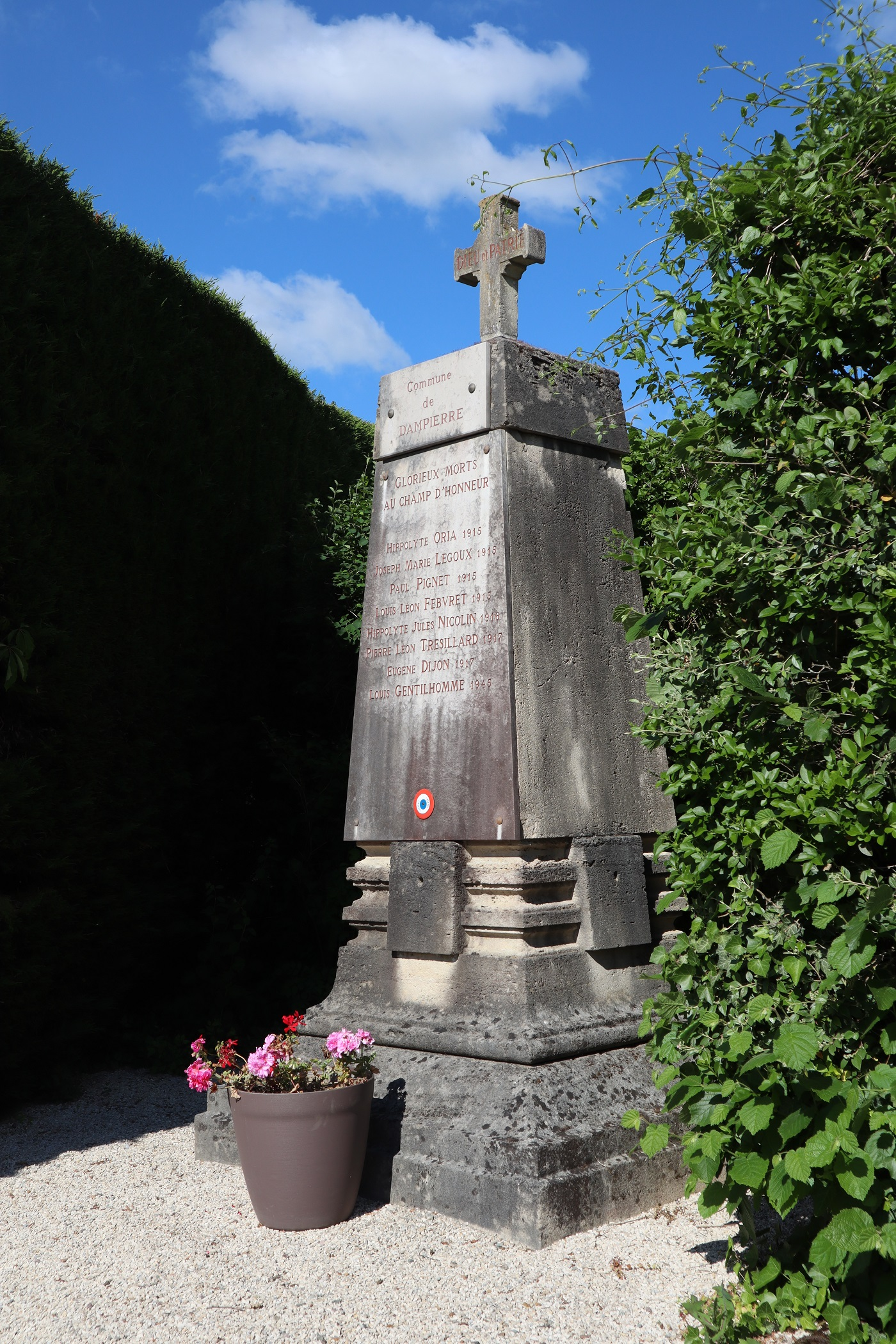
Le monument aux morts.

### Personnalités liées à la commune
La commune a vu grandir Thibaut Seguin, judoka de haut niveau, né en 1995 à Dampierre-et-Flée (cf : http://www.bienpublic.com/region-dijonnaise/2011/01/19/thibault-seguin-a-l-honneur).

### Héraldique
| Blason | Blasonnement : D'azur au pal ondé d'argent, au pont droit d'argent maçonné de sable en fasce, brochant sur le pal, surmonté de deux clefs d'or, celle de dextre contournée, celle de senestre renversée. |